# Papilio euterpinus
Papilio euterpinus är en fjärilsart som beskrevs av Frederick DuCane Godman och Osbert Salvin 1868. Papilio euterpinus ingår i släktet Papilio och familjen riddarfjärilar.
Artens utbredningsområde är Ecuador. Inga underarter finns listade i Catalogue of Life.

## Bildgalleri

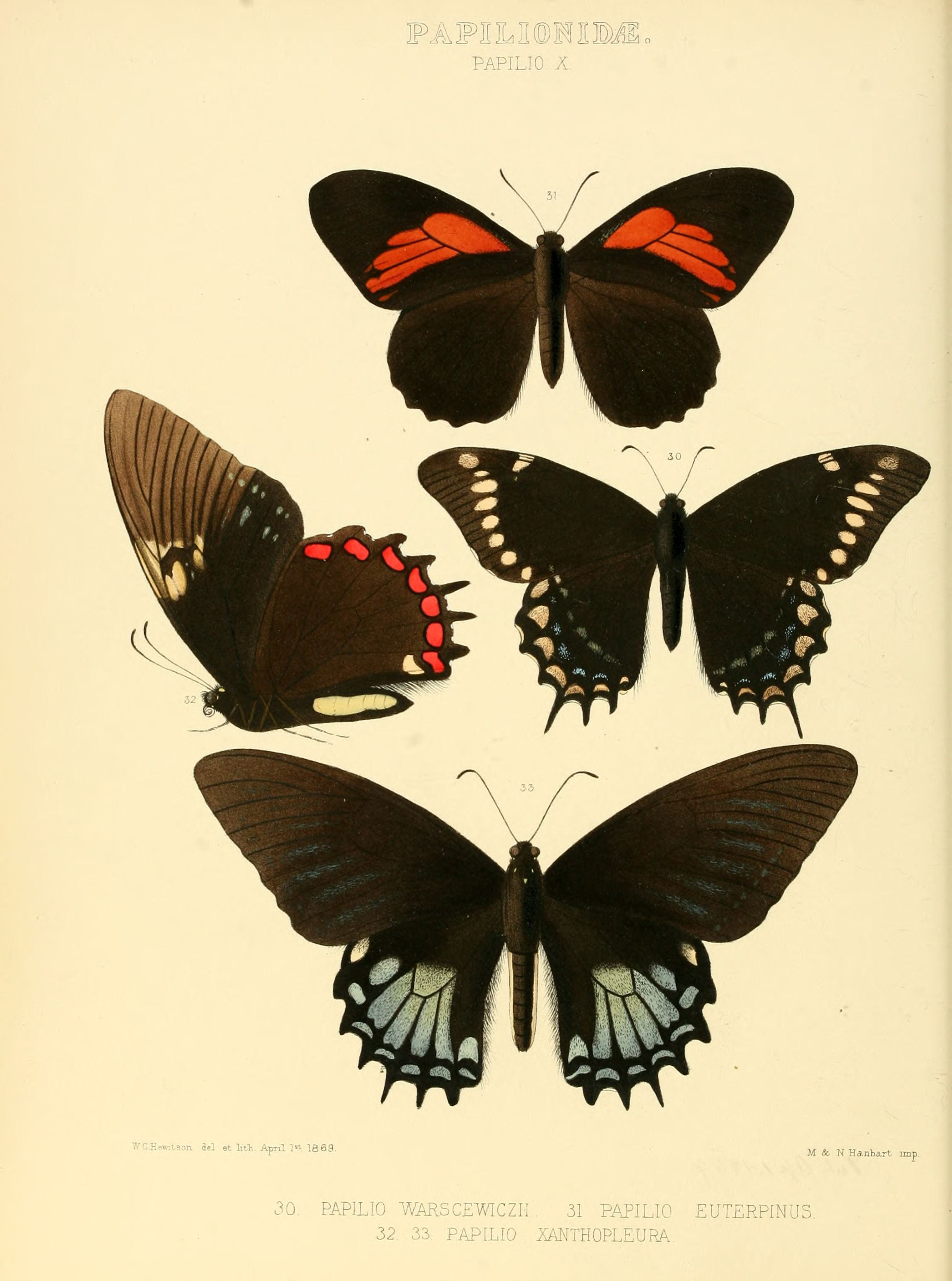
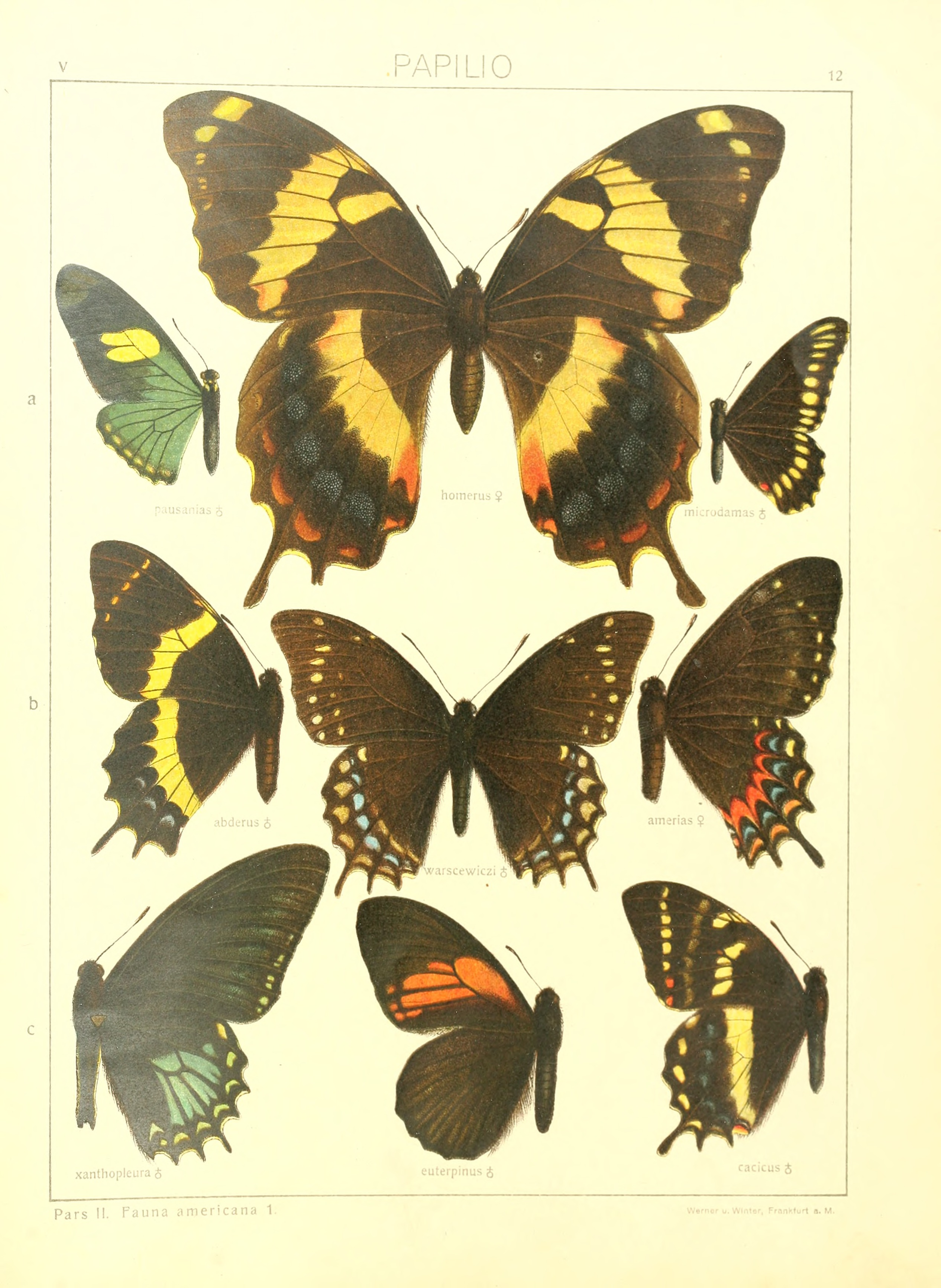